# 以退为进法
以退为进法（英語：door-in-the-face technique）是一个主要出现在社会心理学中的討價或谈判方式。劝说者通过提出一个会被拒绝的离谱要求来让被劝说者同意第二个较为合理的请求，较之单独提出“合理的请求”更容易獲接受。因为这一理论中提出离谱要求就像被人关在门外。
在中文群体里，这常被表述为拆屋效应，也被称为破天窗效应。出自鲁迅在1927年著作的《无声的中国》：“中国人的性情总是喜欢调和、折中的，譬如你说，这屋子太暗，说在这里开一个天窗，大家一定是不允许的。但如果你主张拆掉屋顶，他们就会来调和，愿意开天窗了。”
现实运用中，假设你想让某人达成你的一个对你有利要求，如果你直接说出与自己的要求，那么你的要求也许会被对方压制下去，最后形成了一个“折衷”的结果。这个提议实际上没有达到你预期的效果。但是，如果你提一个相对自己想要的结果更大的要求，那么对方也会调和，但是你可以步步退让，最后退到自己的要求上，就能达到效果。
有研究认为，在管理学中，下属利用拆屋效应会使得上级无法掌握基层的真实情况，从而引发错误的分配与决策。